# Drauzdauskas

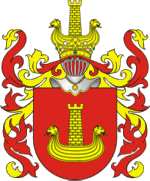
Escudo de armas das famílias

Drozdowski é um sobrenome originário da Rússia, mais comumente usado na Polônia. Após a primeira guerra mundial e durante a revolução russa, em meados de 1917, famílias inteiras se deslocavam para países vizinhos e até mesmo imigraram para as Américas.
Devido ao fato da linguística ser diferente e até mesmo por erro de grafia, sofreu muitas alterações, como podemos observar como; Drazdauskas na Lituania, Drozdowiski e Drauzdauskas, no Brasil etc.
O nome ganha notoriedade, quando da Insurreição de Varsóvia no ano de
1794. Encontrava-se pelo local, uma unidade insignificante de não mais
de 100 civis armados com um único canhão de 6 polegadas, comandado
pelo capitão da artilharia Jacek en:Drozdowski. A unidade polonesa abriu fogo
com seu único canhão e gradualmente recuou começando através do quadrilátero
contra o palácio de Brühl em seu lado norte,disparando intermitentemente.
Ao mesmo tempo o comandante Russo não emitiu nenhuma ordem e suas colunas
ficaram paradas; simplesmente estarrecidas sob o fogo inimigo. Outra pessoa importante  foi en:Antanas Strazdas conhecido em Polonês como Antoni Drozdowski, poeta e padre.(1760-1833). Somente dois livros de poesia, foram publicados durante sua vida; um em 1814 e outro em 1824.
Fonte: Wikipédia (em Inglês)
Warsaw Uprising (1794).
en:Warsaw Uprising
en:Antanas Strazdas
commons:Warsaw Uprising